# Elaptoides cofaisae
Elaptoides cofaisae är en skalbaggsart som beskrevs av Reé Michel Quentin och Jean François Villiers 1974. Elaptoides cofaisae ingår i släktet Elaptoides och familjen långhorningar.
Artens utbredningsområde är Madagaskar. Inga underarter finns listade i Catalogue of Life.